# Осетище (Псковская область)
Осетище — деревня в Лобковской волости Невельского района Псковской области.
Расположена в 20 км к юго-востоку от города Невеля, в 3,5-4 км от границы с Белоруссией.
| 2001 | 2002 | 2010 |
| ---- | ---- | ---- |
| 15   | ↗21  | ↘15  |